# Вале-де-Азареш
Вале-де-Азареш (порт. Vale de Azares)  —  район (фрегезия) в Португалии,  входит в округ Гуарда. Является составной частью муниципалитета  Селорику-да-Бейра. По старому административному делению входил в провинцию Бейра-Алта. Входит в экономико-статистический  субрегион Бейра-Интериор-Норте, который входит в Центральный регион. Население составляет 467 человек на 2001 год. Занимает площадь 9,47 км².
Покровителем района считается Сеньора-де-Азареш (порт. Senhora de Azares). 